# Music FM
A 89.5 Music FM 2012. március 7-étől 2019. február 7-ig sugárzott kereskedelmi rádió volt Magyarországon. Műsorszórási engedélye lejártakor az országban mintegy 35%-os lefedettséggel bírt. A rádió vételi területe Budapest és annak 150 km-es körzete volt a 89,5 MHz-en. Viszont a nagy hatótávolságú frekvenciának köszönhetően a rádió 150 km-es körzetén túl például: Miskolc magasabb területein is kristálytisztán fogható és hallgatható volt. A 89.5 Music FM vezérigazgatója Kiss Anikó, a Sláger Rádió korábbi hírszerkesztője volt.
A rádióállomás hivatalos hangjai 2019-ig Pikali Gerda, Gáti Oszkár és Kálid Artúr voltak. Angol nyelvű hangja Troy Duran volt.
A Jurop infó kábeltelevíziós Képújság alatt is hallgatható volt a rádió, valamint a Jurop Telekom kábeltelevíziós kínálatában is megtalálható volt hangcsatornaként.[forrás?]

## Műsorának jellemzői
A 89.5 Music FM zenei stílusát az R'N'B, a Club House, a Tech/Deep House és a Nu Disco jellemezte. A 89.5 Music FM hallgatói reggelente Bochkor Gábor és István Dániel hangjára ébredhettek az Önindító című műsorban, őket 10 órai kezdéssel Mák Kata, a Let's Go, a Made in Hungary és a Call Center műsorok vezetője követte. Hétköznapokon 14:00 és 17:00 között a Délutáni Roadshow volt hallható Ferencz József "Fittikém" vezetésével, amit 17:00-tól Juhász Gergely követett. 18:00-tól Kis Márti vezénylésével kívánságműsor, 21:00-tól pedig ismét Juhász Gergely irányításával Magyarországon, illetve kisebb számban világszinten is kiemelkedő lemezlovasokat felvonultató mixműsor, a Music Killers volt hallható. A DJ-k között feltűnt Nigel Stately, Antonyo, Lauer, Willcox, Yamina, Pixa, DannyL, Jovan, DJ Newl és Nara, a nemzetközileg széles körben is nagy hírű lemezlovasok közül Don Diablo és Tiësto színesítette a palettát.
A Délutáni Roadshow igen különlegesnek mondható projekt volt, ugyanis egy táska méretű hordozható kis stúdió segítségével interaktív élő műsort lehetett készíteni a stúdióbeszélgetések helyett. Fittikém és Horváth Szilárd az országot járva készítette a műsort, járókelőkkel beszélgetve, helyi rendezvények is megjelentek. A rádió így teljesítette azt a közszolgálati kötelezettségét, amit a médiahatóság kiszabott a frekvencia használathoz.

## Története
Tulajdonosa, a Prodo Voice Studio Zrt. a Nemzeti Média- és Hírközlési Hatóság 2011. december 20-ai döntése következtében műsorszórási lehetőséget kapott a budapesti 89,5 MHz frekvencián, amelyen 2012. január 31-ig a Juventus Rádió sugárzott.

### Megszűnés
Az NMHH Médiatanácsa egy 2018 novemberi ülésén úgy határozott, hogy nem hosszabbítja meg a Music FM és a Sláger FM médiaszolgáltatási jogosultságát. A döntés értelmében a Music FM 2019. február 7-én 23:59-kor elhallgatott.
Mindkét rádió 2012 februárjában kötötte meg a szerződést a műsorszolgáltatásról, ezek az engedélyek 7 évre szóltak, és további 5 évre meghosszabbíthatók voltak.
Az NMHH adatai szerint a 2018 július-szeptember között tartó időszakban országosan a 4., illetve az 5. leghallgatottabb rádió volt a Music FM és a Sláger FM a 15 év fölöttiek körében. A Music FM napi hallgatótábora 525 ezer, a Sláger FM-é 393 ezer volt.
Az NMHH azzal indokolta döntését, hogy a rádiók megsértették a gyermekek védelmére vonatkozó szabályokat.

A döntést számos, a rádió közösségi oldalain hozzászólásokat rögzítő felhasználó azon véleményének adott hangot, hogy mögötte politikai indíttatás húzódott. A műsorszórás 2019. február 7-én 23:59-kor történő leállítása mindössze egy nappal később történt a médiában Simicska Lajos, G-napként elhíresült fiaskója 4 évvel korábbi, február 6-i dátumától. E feltételezések alapjául a rádió a tulajdonosi körében feltűnt Simicska Lajos személye és tulajdonosi minősége, illetve a 3., és 4. Orbán-kormánnyal szemben kritikától nem tartózkodó híradások szolgálnak.
A Sláger FM 2019 februárjában a Rock FM 95.8 frekvenciáját kapta meg, a Music FM-ét pedig 2021 májusában a budapesti Rádió 1.
2022 októberében a Tematic Media Group beregisztrálta a Music FM védjegyet.

### Műsorvezetők
- Bochkor Gábor
- István Dániel
- Mák Kata
- Ferencz József Fittikém
- Juhász Gergely
- Kiss Márti
- Juhász Bálint

### Music Killers DJ-k
- Newl
- Antonyo
- Lauer
- Hardwell
- Tiësto
- Don Diablo
- Nigel Stately
- Oliver Heldens
- Nara
- Pixa
- Willcox
- Jován
- Danny L.
- Armin Van Buuren
- Deep Lison
- Yamina
- Zoohacker

### Hírszerkesztők
- Bella Gabriella
- Varga Ildi
- Gulyás Ákos
- Vukov Judit
- Póka Zalán
- Hudáky Zoltán

### Korábbi műsorvezetők
- Pintér Adrienn Ada (Kívánságműsor hétvégén, Hétvégi Call Center)
- Friderikusz Sándor (Önindító, Friderikusz vasárnap)
- Hársligeti–Kovács Boglárka (Kívánságműsor hétvégén, Hétvégi Call Center)
- Kasuba L. Szilárd (Délutáni Road Show)
- Harsányi Levente (Önindító)
- Hajdu Steve (Önindító)
- Pordán Petra (Önindító)
- Istenes Bence (Önindító)
- Balogh Tamás (Délutáni Road Show, Autogram, Top 50)
- Horváth Szilárd (Délutáni Road Show)
- Cooky (Live Mix, Kívánságműsor, Music Doctor)
- Kővári Barna (Délutáni Road Show)
- Valkó Eszter (Éjszakai műszak, Best Of Music FM)
- Iller Bálint (Music Killer's)
- Horváth Péter (Éjszakai műszak, Chill Out Session)
- Kátai Artúr (Made in Hungary hétvégén, Facebook üzenetek órája)